# Oenoptila perrubra
Oenoptila perrubra là một loài bướm đêm trong họ Geometridae.